# Leptirica
Leptirica cyr. Лептирица – jugosłowiański horror z 1973 roku, wyreżyserowany przez Đorđe Kadijevicia, na motywach powieści После деведесет година Milovana Glišicia. Pierwszy horror wyprodukowany przez jugosłowiańską kinematografię.

## Fabuła
Strahinja, biedny wiejski chłopiec zakochał się w pięknej Radojce, córce bogatego właściciela ziemskiego Živana. Ten ostatni nie zgadza się na to, by jego córka poślubiła Strahinję. Zawiedziony chłopiec opuszcza swoją wieś i udaje się do Zarožja. Ta dowiaduje się o przeklętym młynie, w którym nikt nie chce się zatrudnić. Strahinja zostaje nowym młynarzem i już pierwszej nocy musi zmierzyć się z potworem, który sam siebie określa jako Sava Savanović.
Nazajutrz mieszkańcy wsi odwiedzają najstarszą kobietę, która przypomina sobie, gdzie znajduje się grób człowieka, który nazywał się Sava Savanović. Po odnalezieniu grobu, zostaje on przebity osikowym kołkiem. Z grobu Savanovicia wylatuje motyl.
Wieśniacy pomagają Strahinji porwać Radojkę z jej domu i przewieźć ją do Zarożja. W noc przed planowanym ślubem Strahinja udaje się do pokoju, w którym śpi jego przyszła żona. Kiedy zaczyna ją rozbierać odnajduje na jej piersi krwawy ślad po osikowym kołku. Radojka otwiera oczy i przemienia się w bestię, która wpija się w szyję Strahinji. Strahinja próbuje uciec, ale Radojka doprowadza go do grobu Savanovicia, z którego Strahinja wyjmuje osikowy kołek. W ostatniej scenie filmu we włosach leżącego na ziemi martwego Strahinji szamoce się motyl.
W 2019 odbyła się premiera nowej wersji filmu, po rekonstrukcji cyfrowej.

## Obsada
- Mirjana Nikolić jako Radojka
- Petar Božović jako Strahinja
- Slobodan Perović jako Živan
- Vasja Stanković jako Kmet
- Aleksandar Stojković jako Purko
- Ivan Đurđević jako chłop
- Branko Petković jako chłop
- Tanasaije Uzunović jako ksiądz
- Toma Kuruzović as Vule
- Bogoljub Petrović jako Ceba